# Ulpian
Domitius Ulpianus († 223 oder 228 n. Chr. in Rom), meist kurz Ulpian genannt, war ein römischer spätklassischer Jurist und hoher Staatsbeamter, der unter anderem die Funktion des Prätorianerpräfekten ausübte. Rund ein Drittel des Stoffs der justinianischen Digesten ist seinen Werken entnommen. Über seine Person ist nur wenig bekannt.

## Leben
Über das Leben Ulpians existieren lediglich spärliche Quellen, die Rückschlüsse zulassen. Die wenigen Angaben in seinen Werken und Schriften anderer Juristen helfen kaum weiter. Selbst Ulpians vollständiger Name ist unbekannt. Gesichert ist lediglich, dass er den Gentilnamen Domitius trug. Wolfgang Kunkel identifiziert ihn als Gnaeus Domitius Annius Ulpianus, bezeugt durch eine Inschrift auf einem Bleirohr, das in einer Villa in Centumcellae nordwestlich von Rom gefunden wurde. Kunkel verweist darauf, dass die Villa einem reichen und einflussreichen Mann gehört habe, der in den historischen Quellen bezeugt sein müsse. Da jedoch nur der Jurist Domitius Ulpianus bezeugt ist, komme vor allem er als Eigentümer der Villa in Frage.
Als sein Herkunftsort gilt gemeinhin die Stadt Tyros in der Provinz Syria, die er selbst als seine origo (Herkunft, Abstammung) bezeichnet. Ob aus dieser Bezeichnung gefolgert werden kann, dass Tyros auch sein Geburtsort war, wurde wiederholt ergebnislos angezweifelt. Andererseits gilt die Bezeichnung splendidissima („Leuchtendste“) gemeinhin als Ausdruck von Heimatliebe. Von Ulpian verwendete Semitismen und seine Kenntnisse um die Verhältnisse im östlichen Mittelmeerraum halfen nicht weiter.
Auch über Ulpians Familie ist wenig bekannt. Es gilt als wahrscheinlich, dass er der einheimischen hellenistischen Bevölkerung Tyros entstammt. Italische Militärkolonisten kamen erst unter Septimius Severus nach Tyros, sodass Ulpian kaum von ihnen abstammen kann. Teils nahm man an, dass der Sophist Ulpianos sein Vater war. Sollte Kunkels Namensrekonstruktion zutreffen, ließe er sich mit dem unter Nero in Syrien eingesetzten Statthalter Gnaeus Domitius Corbulo in Verbindung bringen, dessen Tochter mit einem Angehörigen des Hauses der Annier verheiratet war. Hätte Ulpians Familie unter Corbulo das römische Bürgerrecht verliehen bekommen, wäre die Übereinstimmung der drei Namen erklärbar.

## Politische Laufbahn
Ebenso sind über die Anfänge des Wirkens Ulpians nur Spekulationen möglich. Aus einem Verweis auf die Entscheidung eines Stadtprätors wird gefolgert, dass er seine Karriere in dessen Diensten begonnen hat. Allerdings datiert die Entscheidung des Prätors in die Alleinregierung des Kaisers Caracalla, unter dem Ulpian zusammen mit dem etwas älteren Paulus als Assessor im consilium des namhaften Juristen Papinian wirkte und daher bereits in seiner Karriere fortgeschritten sein musste. Ulpian wurde zwar maßgeblich von Papinian beeinflusst. Als sein alleiniger Lehrer kommt er aber nicht in Betracht, sofern nicht angenommen wird, Papinian habe einen Anfänger und Laien in sein consilium berufen. Stattdessen versuchte man Ulpian und Paulus dem Auditorium des Scaevola zuzuordnen. Doch bleibt auch dies weitgehend spekulativ.
208 n. Chr. nahm Ulpian an einer Kampagne des Kaisers Septimius Severus nach Britannien teil. Sein literarisches Schaffen fällt dann fast ausnahmslos in die Regierungszeit von dessen Nachfolger Caracalla von 211 bis 217. Unter ihm soll er die für Bittschriften zuständige Kanzlei a libellis geleitet haben. Dies widerspräche zwar historischen Quellen, gilt jedoch als chronologisch wahrscheinlicher und allgemein anerkannt. In dieser Funktion hätte er Zugang zu den Archiven der Kanzlei gehabt, was sein reiches Schaffen in gerade diesem Zeitraum erklären könnte. Tony Honoré vertritt darüber hinausgehend die These, dass Ulpian das Amt bereits nach dem Sturz des Libellsekretärs Aelius Coeranus, von Anfang 205 bis Mai 209 ausgeübt haben soll. Jedenfalls überstand Ulpian die Palastrevolution Ende 211, in deren Zuge Papinian zu Tode kam, unbeschadet. Offenbar war Ulpian rechtzeitig Parteigänger Caracallas geworden. Möglicherweise war sogar die constitutio Antoniniana, die allen Reichseinwohnern das römische Bürgerrecht verlieh, aus dem Jahre 212 seine Idee.
Angeblich wurde Ulpian von Elagabal aus Rom verbannt. Nachdem dieser am 11. März 222 ermordet worden war, stieg Ulpian unter dessen Nachfolger Severus Alexander in höchste Staatsämter auf. Bereits am 31. März desselben Jahres ist er als praefectus annonae bezeugt. Als Inhaber dieses Amtes war er für die Lebensmittelversorgung zuständig. Offenbar spielte er zudem eine wesentliche Rolle als Berater der Kaiserfamilie. Noch im selben Jahr übertrugen ihm Julia Mamaea und Julia Maesa, die für den 13-jährigen Kaiser die Regierungsgeschäfte führten, als Prätorianerpräfekt, ausgestattet mit der höchsten Würde nach dem Kaiser, das Oberkommando über die Prätorianergarde. In dieser Truppe konnte sich Ulpian jedoch nicht fest etablieren, wohl auch, da er ihren Einfluss beschränken sollte. Cassius Dio berichtet von dreitägigen Straßenkämpfen zwischen den Prätorianern und der Stadtbevölkerung, die zu chaotischen Verhältnissen in der Stadt führten. Erst als die bedrängten Prätorianer Häuser in Brand setzten und eine allgemeine Feuersbrunst drohte, gaben ihre Gegner nach. Seine Mitpräfekten Julius Flavianus und Geminius Chrestus ließ er hinrichten.
Entweder im Folgejahr oder 228 n. Chr. kam es zu einer Meuterei, die Ulpian zur Flucht aus dem Kaiserpalast zwang und in deren Zuge er schließlich vor den Augen des Kaisers und seiner Mutter ermordet wurde.
Der Hauptverantwortliche für den Mord, Epagathus, konnte wegen der Gefahr neuer Unruhen nicht in Rom bestraft werden. Er wurde deshalb unter dem Vorwand seiner Ernennung zum Statthalter von Ägypten aus der Hauptstadt entfernt und von Ägypten nach Kreta gebracht, wo er hingerichtet wurde.

## Werk

### Übersicht
Ulpians wichtigste Werke sind Ad Sabinum, ein Kommentar zum ius civile in 51 Büchern und Ad edictum, ein Kommentar zum prätorischen Edikt in 83 Büchern. Daneben stammen von ihm Sammlungen von Meinungen, Erwiderungen und Disputationen, Bücher über Richtlinien und Institutionen, Abhandlungen über die Funktionen der verschiedenen Magistrate. Die bedeutendste der letztgenannten ist De officio proconsulis libri decem und enthält eine umfassende Exposition des Strafrechts. Hinzu treten Monographien über verschiedene Statuten, Nachlassstiftungen sowie viele weitere Werke. Justinians Digesten verdanken etwa ein Drittel ihres Inhalts den Schriften Ulpians. Allein sein Ediktskommentar füllt ein Fünftel der Digesten.
Die große Autorität von Ulpians Schriften belegt auch das 426 von den Kaisern Theodosius II. und Valentinian III. erlassene Zitiergesetz, nach dem seine Rechtsauffassung neben der von Gaius, seinem Lehrer Papinian, Modestinus und seinem Kollegen Paulus bei juristischen Entscheidungen maßgeblich sein sollte. Vor allem in der älteren Fachliteratur wurde der Wert seiner Arbeiten angezweifelt, da er im Vergleich zu Papinian wenig Neues gebracht habe. Dies ist gleichwohl dem Umstand geschuldet, dass sich Ulpians Werk insgesamt eher durch eine Zusammenfassung und Systematisierung der Schriften klassischer Juristen auszeichnet als durch neue dogmatische Entwicklungen. Unter Konstantin war Ulpian neben Paulus zwischenzeitlich (nämlich 321 n. Chr.) gar zensiert und verboten worden, da beide kritische Noten zu Responsen des vom Kaiser geschätzten Papinian verfasst hatten.
Bis heute wirkt die von Ulpian entwickelte sogenannte Interessentheorie nach, anhand derer sich öffentliches Recht und Privatrecht abgrenzen lassen. Ihr zufolge ist eine Rechtsfrage stets dem öffentlichen Recht zuzurechnen, wenn staatliches Interesse (res publica) betroffen ist, während das Privatrecht Individualinteressen (res privata) betrifft. Die heute herrschende Meinung greift gleichwohl auf andere Abgrenzungskriterien zurück.
Umstritten ist, ob Ulpian auch Autor des wahrscheinlich zwischen 180 und 212 n. Chr. verfassten Liber singularis regularum, eines kurzgefassten Handbuchs mit Rechtsregeln, ist. Es liegt in einer einzigen Handschrift und mit etwa drei Fünfteln seines Ausgangsbestandes vor. Das Werk ist in einer verkürzten Fassung in 29 Titeln überliefert, die ihrerseits wahrscheinlich in der ersten Hälfte des 4. Jahrhunderts n. Chr. entstanden ist und heute zumeist als Epitome Ulpiani oder nach einer missverstandenen Überschrift in der mittelalterlichen Handschrift als Tituli ex corpore Ulpiani bezeichnet wird. Diese Epitome wurde erstmals von Jean Dutillet (Tilius) herausgegeben (Paris 1549). Andere Ausgaben stammen von Gustav Hugo (Berlin 1834), Eduard Böcking (Bonn 1836; die Ausgabe enthält auch Fragmente des ersten Buchs der Institutiones, die 1835 von Stephan Ladislaus Endlicher in Wien entdeckt wurden), Paul Krüger (Berlin 1878), Paul Frédéric Girard (in: Textes de droit romain, Paris 1890), Fritz Schulz (Bonn 1926) und zuletzt von Martin Avenarius (Göttingen 2005). In der modernen Forschung wird die Zuschreibung des Liber singularis regularum an Ulpian von einigen Autoren zurückgewiesen (Pseudo-Ulpian). Überwiegend hält man es zumindest für möglich, dass Ulpian selbst der Autor des Werks war.

### Schriften
Im Einzelnen handelt es sich um nachfolgend genannte Werke:
- De adulteriis libri V
- De appellationibus libri IV
- De censibus libri VI
- Disputationum libri X
- Ad edictum libri LXXXIII
- Ad edictum aedilium curulium
- De fideicommissis libri VI
- Institutionum libri II
- Ad legem Aeliam Sentaim libri IV
- Ad legem Iuliam de adulteriiis libri V
- Ad legem Iuliam et Papiam libri XX
- De officio consularium liber singularis
- De officio consulis libri III
- De officio curatoris rei publicae liber singularis
- De officio praefecti urbis singularis
- De officio praefecti vigilium liber singularis
- De officio praetoris tutelaris liber singularis
- De officio proconsulis liber X
- De officio quaestoris liber singularis
- De officio quaestoris libri? (vgl. Digesten 2,1,3)
- De omnibus tribunalibus libri X
- Opinionum libri VI
- Pandectarum liber singularis
- Regularum libri VII
- Regularum liber singularis
- Responsorum libri II
- Ad (Masurium) Sabinum libri LI
- De sponsalibus liber singularis

## Textausgaben
- Eduard Böcking (Hrsg.): Liber singularis regularum codicis Vaticani exemplum. Hirzel, Leipzig 1855.
- Rudolf von Gneist: Institutionum et regularum juris Romani syntagma exhibens [...] Ulpiani librum singularem regularum [...]. Leipzig 1880.
- Fritz Schulz (Hrsg.): Die Epitome Ulpiani des Codex Vaticanus Reginae 1128. Marcus & Weber, Bonn 1926.
- Martin Avenarius, Der pseudo-ulpianische liber singularis regularum. Entstehung, Eigenart und Überlieferung einer hochklassischen Juristenschrift. Analyse, Neuedition und deutsche Übersetzung. Wallstein, Göttingen 2005.